# (31669) 1999 JT6
1999 JT6 (asteroide 31669) é um APL. Possui uma excentricidade de 0.57746271 e uma inclinação de 9.54401º.
Este asteroide foi descoberto no dia 12 de maio de 1999 por LINEAR em Socorro.